# Águas Livres
A Freguesia de Águas Livres é uma freguesia portuguesa do Município da Amadora, com 2,21 km² de área e 37 607 habitantes (censo de 2021), tendo, por isso, uma densidade populacional de 17 016,7 hab./km².

## História
Foi constituída em 2013, no âmbito de uma reforma administrativa nacional, integrando o território da antiga freguesia da Damaia, a parte sul da antiga freguesia da Reboleira e a parte norte da antiga freguesia da Buraca.

## Demografia
A população registada nos censos foi:
| Ano  | 0-14 Anos | 15-24 Anos | 25-64 Anos | > 65 Anos |
| 2021 | 5256      | 3723       | 19640      | 8988      |

## Património
- Palácio dos Condes da Lousã